# سامي حواط
سامي حواط هو فنّان يساري لبناني، ولد في جبيل في جبل لبنان عام 1956. بدأ دراسته في المعهد الموسيقي الوطني، قسم الصولفيج. اتجه إلى التلحين والغناء، غنّى لفلسطين والمقاومة وجنوب لبنان والأطفال. أحيا الكثير من الحفلات الموسيقية والغنائية في الكثير من البلدان مع فرقته التي تتألف من 15 موسيقياً من جميع مناطق لبنان، ومثل عدد من المسرحيات مع زياد الرحباني.

## الألبومات
- ألبوم في شي ماشي 2000
-ألبوم الرأي العام  1992
- ألبوم رحالة
- ألبومان للأطفال هما: «أنا الصحة» و«نحنا الأطفال».
كما كان جزءاً من ثلاثة أعمال مشهورة:
الأول للفنان زياد الرحباني وهو «أنا مش كافر». والثاني لزياد الرحباني وهو «هدوؤ نسبي» في العامين 1984 و1985.
والثالث للشاعر مخول قاصوف تحت عنوان «مثقفون نون» صدر في العام 1986 في كاسيتين متتاليين.

## المسرح
شارك سامي حواط في مسرحيات زياد الرحباني، كمسرحية (شيء فاشل 1983)، مسرحية (فيلم أمريكي طويل 1980)، مسرحية (بالنسبة لبكرا شو 1978)، ومسرحية (نزل السرور 1974).

## الأفلام
شارك سامي حواط في كل من:
-فيلم (طيف المدينة) 2000 مع جان شمعون.
-فيلم (خارج الحياة) 1990 لمروان بغدادي.